# Nie jestem robotem
Nie jestem robotem (nl. Ik ben geen robot) – holendersko-belgijski krótkometrażowy film science fiction z 2023 roku w reżyserii Victorii Warmerdam. Film opowiada historię Lary, której świat po serii nieudanych testów CAPTCHA zmienia się w dziwną, nową rzeczywistość. Światowa premiera filmu odbyła się 23 września 2023 roku na Nederlands Film Festival w ramach konkursu o nagrodę Gouden Kalf.
W 2025 roku film został nominowany do Oscara w kategorii najlepszy krótkometrażowy film aktorski.

## Obsada
- Ellen Parren jako Lara
- Henry van Loon jako Daniel
- Thekla Reuten jako Pam
- Juliette van Ardenne jako współpracowniczka
- Asma El Mouden jako Saar
- Sophie Höppener jako prawniczka Billy
- Joep Vermolen jako złota rączka
- Sieger Sloot jako pracownik obsługi klienta

## Dystrybucja
Światowa premiera filmu odbyła się 23 września 2023 r. na 43. Holenderskim Festiwalu Filmowym w ramach konkursu o nagrodę Gouden Kalf.
W październiku 2023 r. film został również zaprezentowany w sekcji filmów krótkometrażowych na 56. Katalońskim Międzynarodowym Festiwalu Filmowym w Sitges.
W grudniu 2023 film pokazano w kategorii filmów krótkometrażowych na Międzynarodowym Festiwalu Filmów Krótkometrażowych w Leuven.
Australijska premiera filmu miała miejsce 23 stycznia 2024 r. na festiwalu Flickerfest w ramach Best Of International Shorts 4 – 2024.
W kwietniu 2024 r. film pokazany został na 42. Międzynarodowym Festiwalu Filmów Fantastycznych w Brukseli.
7 czerwca 2024 r. film wyświetlany był na festiwalu filmowym Palm Springs International Short Fest w ramach festiwalu Who am I w Kalifornii.
W lipcu 2024r. startował także w 28. Międzynarodowym Festiwalu Filmów Fantastycznych w Bucheon w kategorii Bucheon Choice: Shorts, gdzie zdobył nagrodę dla najlepszego filmu krótkometrażowego.
28 lipca 2024 r. miał swoją kanadyjską premierę na 28. Międzynarodowym Festiwalu Filmowym Fantasia.
11 października 2024 r. film zaprezentowano w programie kwalifikacyjnym do Oscara w kategorii „Modern Love” na festiwalu filmowym w Bend.
W Polsce film po raz pierwszy wyświetlano 27 października 2024 r. w ramach festiwalu Splat!FilmFest.
Od 15 listopada 2024 r. film dostępny jest online w serwisie YouTube i na stronie The New Yorker.

## Nagrody i wyróżnienia
| Nagroda                                                  | Data ceremonii       | Kategoria                                            | Odbiorca(cy)       | Wynik     | źródła |
| -------------------------------------------------------- | -------------------- | ---------------------------------------------------- | ------------------ | --------- | ------ |
| Festiwal Filmowy w Holandii                              | 29 września 2023     | Najlepsza pierwszoplanowa rola krótkometrażowa       | Ellen Parren       | nominacja | [ 1 ]  |
| Festiwal Filmowy w Sitges                                | 15 października 2023 | Jury krytyków: Najlepszy krótkometrażowy film w SOFC | Nie jestem robotem | wygrana   | [ 4 ]  |
| Międzynarodowy Festiwal Filmów Fantastycznych w Brukseli | 21 kwietnia 2024     | Srebrny Méliès                                       | Nie jestem robotem | wygrana   | [ 15 ] |
| Międzynarodowy Festiwal Filmów Fantastycznych w Bucheon  | 14 lipca 2024        | Najlepszy krótkometrażowy film                       | Nie jestem robotem | wygrana   | [ 16 ] |
| Nagrody Akademii Filmowej                                | 2 marca 2025         | Najlepszy krótkometrażowy film aktorski              | Wiktoria Warmerdam | nominacja | [ 2 ]  |